# DJ Fresh
Daniel Stein (n. 11 aprilie 1977), cunoscut sub numele scenic DJ Fresh, este un DJ și producător englez de drum and bass și dubstep. Acesta a fost unul din fondatorii grupului de producători\DJ-i Bad Company. În prezent, deține împreună cu Adam F casa de discuri Breakbeat Kaos.

## Carieră

### Succesul timpuriu
Împreună cu alți trei membrii din Bad Company a fondat două elemente care sunt considerate și în ziua de azi definitorii genului drum and bass: site-ul Dogs On Acid și casa de discuri BC Recordings. Cea mai renumită piesă scoasă de această casă este „The Nine”, în 1998, moment în care DJ Fresh avea doar 21 de ani. Mai târziu, această piesă a fost votată drept cea mai bună melodie drum and bass din toate timpurile de către cititorii revistei Knowledge Magazine. 
Fresh a lucrat cu artiști precum Pet Shop Boys, DJ Shadow, Apollo 440 și Andy C. Mai mult decât atât, a menținut o relație profesională strânsă cu membrii Pendulum, care au și semnat mai târziu, în 2005, cu Breakbeat Kaos. 
Artistul i-au fost incluse unele melodii pe câteva CD-uri remix, printre ele numărându-se „Jungle Sound: The Bassline Strikes Back!”, „Andy C's Nightlife” și „DJ Hype's Drum and Bass Warfare”. În 2006 DJ Fresh a lansat primul lui album de studio numit „Escape from Planet Monday” cu piese ca „The Immortal", „X Project", „Nervous" și „All that Jazz" pe Breakbeat Kaos.

### Kryptonite și succesul comercial 2009-2011
În 2009 Fresh a lansat o variantă 12" a piesei „Heavyweight” prin casa de discuri Digital Soundboy. Aceasta conținea un stil diferit față de cel obișnuit și astfel a obținut multe reacții pozitive dinspre scena underground și diferite posturi de radio. Imediat după această reușită, Fresh a lansat piesa „Hzpercaine” împreună cu un remix de la Nero în septembrie 2009, ajungând astfel în playlist-ul de zi de la BBC Radio 1. 
Pe 1 august 2010 Fresh și-a relansat melodia Gold Dust cu vocea lui CeCile, care a ajuns pe locul 24 în topurile engleze, ca după aceea, pe 16 august, să își lanseze cel de al doilea album de studio, „Kryptonite” care a ocupat locul 4 în UK Dance Chart. Următorul lui single, „Lassitude” a fost o colaborare cu Sigma și Koko, care a ajuns pe locul 98 în UK Singles Chart și 11 în UK Dance Chart. 

### Al treilea album, turul și succesul comercial continuu
Primul single de pe cel de-al treilea album al său, „Louder”, lansat pe 3 iulie 2011, este o colaborare cu Sian Evans, vocalista trupei Kosheen. Piesa a fost primul single Dubstep care a ajuns pe locul 1 în UK Singles Chart. Pe 12 februarie 2012, al doilea single, produs în colaborare cu Rita Ora, ajunge pe locul 1 în UK Singles Chart, fiind prima piesă drum and bass care a ocupat vreodată această poziție. Al treilea single, „The Power”, cu Dizzee Rascal, se va lansa pe data de 3 iunie 2012, iar cel de-al treilea album în septembrie 2012. 

### FRESH/LIVE
La sfârșitul lui 2011, DJ Fresh a deschis un nou capitol în cariera lui, lansând „FRESH/LIVE”. Acest gen de concerte incorporează un toboșar(Kodish), un chitarist (Richard de Rosa), un vocalist (Fleur), un MC (Messy MC) și pe Fresh în persoană la clape. 
Turul s-a desfășurat cu casieriile închise în Marea Britanie în locații prestigioase ca The Arches în Glasgow, Alexandra Palace în Londra, The Big Reunion în Skegness, Manchester Club Academy, Waterfront în Norwich, Concorde 2 în Brighton, și Student Union în Leeds.